# Mösjön (Kristbergs socken, Östergötland)
Mösjön är en sjö i Motala kommun i Östergötland och ingår i Motala ströms huvudavrinningsområde.